# Sean Penn
Sean Justin Penn (rođen 17. kolovoza 1960.), američki filmski glumac i redatelj, dobitnik dva Oscara za najbolju glavnu ulogu. Najpoznatiji je po ulogama žestokih, često nesimpatičnih likova bez smisla za humor.

## Životopis

### Rani život
Penn je rođen u Santa Monici, Kalifornija u obitelji Lea Penna, glumca i redatelja, i Eileen Ryan, glumice. Pennov otac bio je sin Elizabeth Melincoff i Mauricea Daniela Penna, židovskih imigranata iz  Rusije i  Litve. Njegova majka, rođena "Eileen Annucci", je  katolkinja  talijanskih i  irskih korijena. Prezime Pennovih bilo je originalno Pińon, ali je promijenjeno kad je njegov djed došao u SAD. Penn ima jednog živog brata, glazbenika Michaela Penna. Drugi mlađi brat, glumac Chris Penn, umro je 24. siječnja 2006. od srčane bolesti.

### Obrazovanje
Penn je pohađao koledž u Santa Monici, studirajući za automehaničara i jezik, ali nije uspio diplomirati.

### Karijera
Karijeru mu je lansirao film iz 1981., Taps, nakon čega je snimio komediju Pobuna na vojnoj akademiji u ulozi Jeffa Spicolija (njegova jedina uspješna uloga u komediji), a otada je snimio više od 40 filmova. Nagrađen je Oscarom za glavnu ulogu u filmu  Clinta Eastwooda, Mistična rijeka. Osim toga, bio je nominiran za svoje izvedbe u filmovima Ja sam Sam, Biti najbolji  i Odlazak u smrt.
1985. je ostvario nezaboravnu ulogu u filmu The Falcon and the Snowman, kao Andrew Daulton Lee. Lee je bio bivši diler droge, koji je osuđen zbog špijunaže za Sovjetski Savez te je osuđen na doživotni zatvor. Lee je uvjetno pušten 1998. Prema intervjuu za The Guardian, 8. travnja 2005., Penn je poslije angažirao Leeja kao osobnog asistenta, djelomično zato što je htio nagraditi Leeja što mu je dopustio da ga glumi, a i zato što čvrsto vjeruje u rehabilitaciju i da bi Andrew Lee trebao biti reintegriran u društvo kao slobodan čovjek.
1991. Penn je snimio svoj prvi film kao redatelj, The Indian Runner, temeljen na pjesmi  Brucea Springsteena, "Highway Patrolman", s albuma Nebraska. Poslije toga snimio je još dva filma, Čuvar prijelaza iz 1995., i The Pledge, 2001. U oba filma u glavnoj je ulozi nastupio Jack Nicholson. Nastupio je i u spotovima  Shanie Twain "Dance with the One That Brought You" 1993., i  Petera Gabriela, "The Barry Williams Show" 2002.

### Privatni život
Pennov privatni život počeo je privlačiti medije nakon što je oženio pop zvijezdu  Madonnu 1985. Veza je poremećena izljevima bijesa prema medijima, uključujući i incident zbog kojeg je bio uhićen jer je pretukao fotografa. U prvim danima braka, Madonna je izjavila kako je Penn "najveća faca u svemiru". Kasnije je Penn optužen zbog obiteljskog nasilja. Nakon razvoda 1989., Penn je započeo vezu s  Robin Wright, s kojom je dobio dvoje djece, kćer Dylan Frances (1991.) i sina Hopper Jacka (1993.), prije nego što su se vjenčali 1996. Žive u Rossu, Kalifornija.

### Politički i društveni angažman
10. listopada 2002. Penn je platio oglas u Washington Postu za 56 tisuća dolara, u kojem je zamolio predsjednika  Georgea W. Busha da prekine ciklus nasilja. Oglas je bio napisan kao otvoreno pismo predsjedniku, a odnosilo se na plan napada na Irak i rat protiv terorizma. U pismu je Penn kritizirao Bushovu administraciju zbog "onemogućavanja građanskih sloboda" i "pojednostavljen i potpirujući pogled na dobro i zlo" Bushove administracije. Penn je posjetio Irak u prosincu 2002.
Glumac je prikazan u ratnoj satiri Team America: World Police (2004.), što je navelo Penna da pošalje prosvjedno pismo autorima:  Treyu Parkeru i  Mattu Stoneu. Pitajući ih hoće li s njim posjetiti Irak, Penn završava pismo s "Jebite se", što je razveselilo filmaše, koji su pismo upotrijebili kao oblik vlastite promidžbe. Penn je isto tako tvrdio da producenti South Parka ne bi trebali raditi film koji bi mogao utjecati na američke predsjedničke izbore 2004. Parker i Stone su u intervjuu za CBS 2005., istaknuli da bijesni Penn ironično napada njihovu slobodu govora, za kojeg su rekli kako ga drugi vide kao 'simbol' slobode govora.
10. lipnja 2005. Penn je posjetio Iran. Radeći kao novinar San Francisco Chroniclea na zadatku, prisustvovao je muslimanskoj molitvi petkom na teheranskom sveučilištu.
U rujnu 2005. Penn je otputovao u New Orleans, Louisiana kako bi pomogao žrtvama  uragana Katrina. Osobno je fizički pomagao mnogim ljudima. Jedan od njih bio je 73-godišnji John Brown, koji je rekao svojoj sestri preko telefona: "Pogodi tko je došao i izvukao me iz kuće? Sean Penn, glumac." Glumac je nakon toga nekim žrtvama dao neodređen iznos novca kako bi im pomogao, a one koje su trebali stručnu pomoć odveo je u bolnicu.

## Filmografija

### Glumac
| Godina | Film                                                 | Uloga                                 | Bilješke |
| ------ | ---------------------------------------------------- | ------------------------------------- | --- |
| 1981.  | Taps                                                 | Alex Dwyer                            | |
| 1982.  | Pobuna na vojnoj akademiji                           | Jeff Spicoli                          | |
| 1983.  | Summerspell                                          | Buddy                                 | |
| 1983.  | Opaki momci                                          | Michael O'Brien                       | |
| 1984.  | Crackers                                             | Dillard                               | |
| 1984.  | Utrka s mjesecom                                     | Henry 'Hopper' Nash/Lou               | |
| 1985.  | Sokol i snjegović                                    | Daulton Lee                           | |
| 1986.  | Izbliza                                              | Brad Whitewood Jr.                    | |
| 1986.  | Šangajsko iznenađenje                                | Glendon Wasey                         | |
| 1987.  | Dear America: Letters Home from Vietnam              | Pripovjedač                           | |
| 1988.  | Cool Blue                                            | Phil vodoinstalater                   | nepotpisan |
| 1988.  | Boje nasilja                                         | Policajac Danny McGavin               | |
| 1988.  | Suđenje u Berlinu                                    | Günther X                             | |
| 1989.  | Žrtve rata                                           | Narednik Tony Meserve                 | |
| 1989.  | Nismo mi anđeli                                      | Jim                                   | |
| 1990.  | Odabrani                                             | Terry Noonan                          | |
| 1991.  | Schneeweißrosenrot                                   | On sam                                | dokumentarac |
| 1992.  | Cruise Control                                       | Jeffrey                               | kratki film |
| 1993.  | The Last Party                                       | On sam                                | dokumentarac |
| 1993.  | Carlitov način                                       | David Kleinfeld                       | Nominiran - Zlatni globus |
| 1995.  | Odlazak u smrt                                       | Matthew Poncelet                      | Nominiran - Oscar za najboljeg glavnog glumca; Nominiran - Zlatni globus |
| 1997.  | Loved                                                | Čovjek na brdu (Michael)              | |
| 1997.  | Tako je slatka                                       | Eddie Quinn                           | |
| 1997.  | Pogrešno skretanje                                   | Bobby Cooper                          | |
| 1997.  | Igra                                                 | Conrad Van Orten                      | |
| 1997.  | Hugo Pool                                            | Čudni autostoper                      | |
| 1998.  | Hurlyburly                                           | Eddie                                 | |
| 1998.  | Tanka crvena linija                                  | Narednik Welsh                        | |
| 1999.  | Biti John Malkovich                                  | On sam                                | nepotpisan |
| 1999.  | Biti najbolji                                        | Emmett Ray                            | Nominiran - Oscar za najboljeg glavnog glumca; Nominiran - Zlatni globus |
| 2000.  | A Constant Forge                                     | On sam                                | dokumentarac |
| 2000.  | Vila nad Firencom                                    | Rowley Flint                          | |
| 2000.  | Prije noći                                           | Cuco Sánchez                          | |
| 2000.  | Težina vode                                          | Thomas Janes                          | |
| 2001.  | Dogtown and Z-Boys                                   | Pripovjedač                           | dokumenatarac |
| 2001.  | The Beaver Trilogy                                   | Groovin' Larry (segment Beaver Kid 2) | |
| 2001.  | Scene Smoking: Cigarettes, Cinema & the Myth of Cool | On sam                                | dokumentarac |
| 2001.  | See How They Run                                     | On sam                                | dokumentarac |
| 2001.  | Ja sam Sam                                           | Sam Dawson                            | Nominiran - Oscar za najboljeg glavnog glumca |
| 2003.  | It's All About Love                                  | Marciello                             | |
| 2003.  | Mistična rijeka                                      | Jimmy Markum                          | Oscar za najboljeg glavnog glumca; Zlatni globus za najboljeg glumca – drama; Nominiran - BAFTA |
| 2003.  | 21 gram                                              | Paul Rivers                           | Nominiran - BAFTA |
| 2004.  | Ubojstvo Richarda Nixona                             | Samuel J. Bicke                       | |
| 2005.  | Prevoditeljica                                       | Tobin Keller                          | |
| 2006.  | Svi kraljevi ljudi                                   | Willie Stark                          | |
| 2008.  | Milk                                                 | Harvey Milk                           | Oscar za najboljeg glavnog glumca Nagrada Ceha američkih glumaca za najboljeg glumca Nagrada Društva filmskih kritičara Bostona za najboljeg glumca Nagrada Udruženja filmskih kritičara Los Angelesa za najboljeg glumca Nagrada Kruga filmskih kritičara New Yorka za najboljeg glumca Nagrada Udruženja filmskih kritičara Jugoistoka za najboljeg glumca Nominacija za Oscar za najboljeg glavnog glumca Nominacija za Zlatni globus za najboljeg glumca – drama Nominacija - Nagrada Indepenedent Spirit |
| 2008.  | Pikantne hollywoodske priče                          | On sam                                | |

### Redatelj
| Godina | Film                  | Bilješke    |
| ------ | --------------------- | ----------- |
| 1991.  | Zla krv               |             |
| 1995.  | Čuvar prijelaza       |             |
| 2001.  | Zakletva              |             |
| 2002.  | 11'9''01 September 11 | kratki film |
| 2007.  | U divljini            |             |

## Vanjske poveznice
- Sean Penn u internetskoj bazi filmova IMDb-u (engl.)
- Sean Penn's visit to Iran at the San Francisco Chronicle  Arhivirana inačica izvorne stranice od 11. lipnja 2012. (Wayback Machine)
- Guardian Unlimited Interview, 8 April 2005
- Sean Penn's "Metaphor Off" vs Stephen Colbert on The Colbert Report, April 19, 2007  Arhivirana inačica izvorne stranice od 18. lipnja 2007. (Wayback Machine)